# Sân bay Samjiyŏn
Sân bay Samjiyŏn là một sân bay quân sự nằm gần huyện Samjiyon, tỉnh Ryanggang, Cộng hòa Dân chủ Nhân dân Triều Tiên.
Sân bay tọa lạc gần núi Trường Bạch (Paektu). Các du khách có thể bay đến sân bay này trong lịch trình đến thăm ngọn núi và nơi sinh của Kim Chính Nhật. Mọi chuyến tham quan đến khu vực này đều bao gồm một chuyến hành trình đến đây.
Đường bay duy nhất đến sân bay này là từ sân bay quốc tế Sunan do hãng hàng không duy nhất của Triều Tiên Air Koryo thực hiện.